# St. Martin (Staufersbuch)

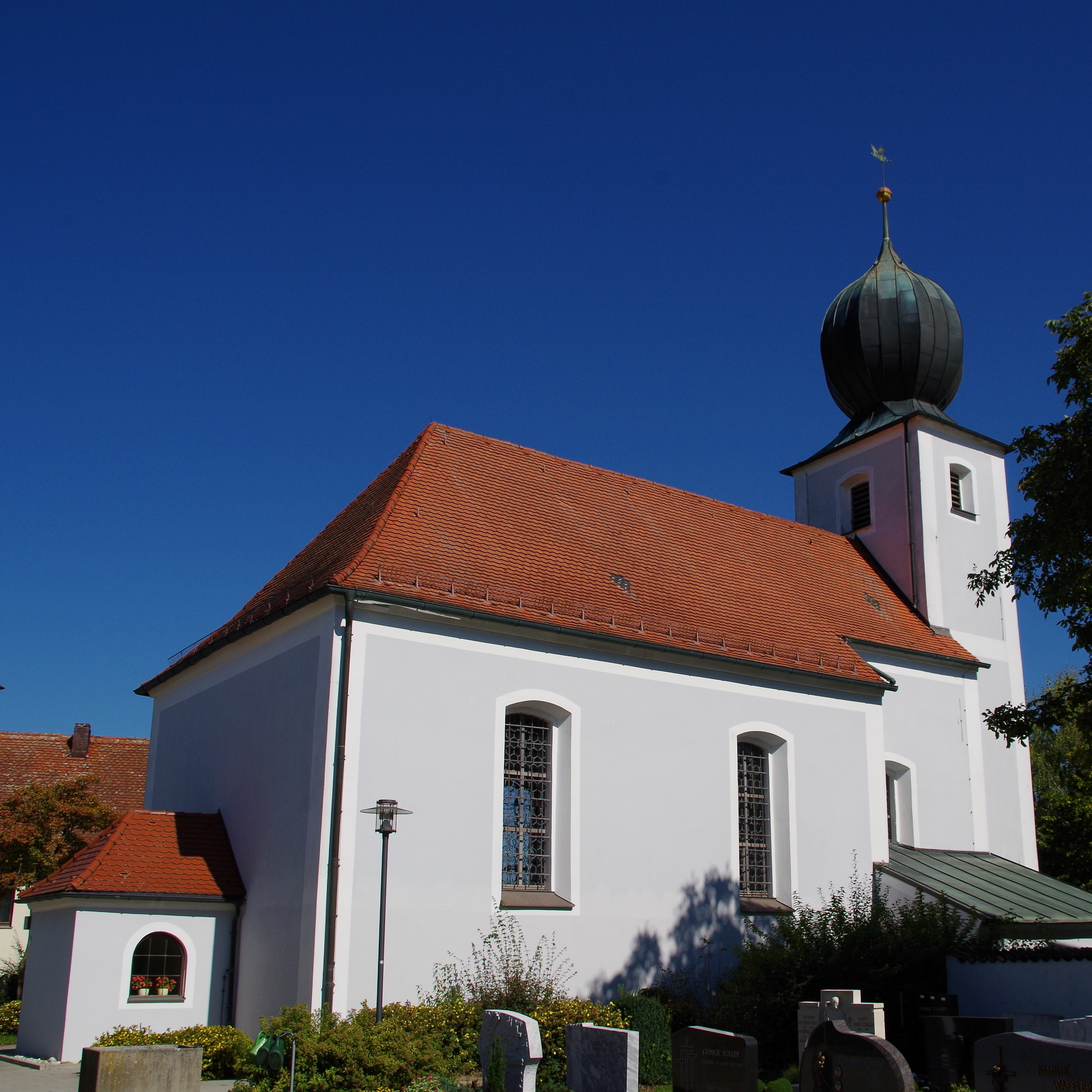
St. Martin (Staufersbuch)

Die römisch-katholische, denkmalgeschützte Pfarrkirche St. Martin steht in Staufersbuch, einem Gemeindeteil der Stadt Berching im Landkreis Neumarkt in der Oberpfalz. Die Kirche gehört zum Bistum Eichstätt. Das Bauwerk ist unter der Denkmalnummer D-3-73-112-190 als Baudenkmal in die Bayerische Denkmalliste eingetragen.

## Beschreibung
Die Saalkirche besteht aus einem Langhaus, das 1769 erneuert wurde, und einem eingezogenen, querrechteckigen Chor und einem mittelalterlichen Kirchturm im Osten, der mit einem Zwiebeldach bedeckt ist. In seinem Erdgeschoss ist die Sakristei untergebracht. Sein oberstes Geschoss beherbergt den Glockenstuhl, in dem drei Kirchenglocken hängen.
Der Innenraum des Langhauses, in dessen Westen sich eine Orgel auf der Empore befindet, ist mit einem Stichkappengewölbe überspannt. Die Deckenmalerei mit der Darstellung der Krönung Mariens stammt von Johann Michael Franz. Zur Kirchenausstattung gehört der um 1770 gebaute Hochaltar, der beidseitig von je drei Säulen flankiert wird. Auf dem Altarretabel hat Johann Michael Franz den heiligen Martin dargestellt.